# Fundusz Leśny
Fundusz Leśny – fundusz celowy Lasów Państwowych przeznaczony na wyrównywanie niedoborów środków finansowych w nadleśnictwach, posiadających niekorzystne warunki przyrodniczo–ekonomiczne do prowadzenia gospodarki leśnej. Środki funduszu wykorzystuje się też na wspólne przedsięwzięcia jednostek organizacyjnych Lasów Państwowych – badania naukowe, tworzenie infrastruktury niezbędnej do prowadzenia gospodarki leśnej, sporządzanie planów urządzenia lasu oraz jego hodowli i ochrony.
Dochodami funduszu są odpis podstawowy obciążający koszty nadleśnictwa (w roku 2014 wyniósł ponad miliard złotych), kary i opłaty związane z wyłączeniem z produkcji gruntów leśnych, należności wynikające z odszkodowań za szkody powstałe w wyniku oddziaływania gazów i pyłów przemysłowych, przedwczesnego wyrębu drzewostanów oraz pożarów, prac górniczych i geologicznych. Dodatkowymi przychodami funduszu są dochody jednostek organizacyjnych Lasów Państwowych w spółkach i dotacje budżetowe.
Stan funduszu leśnego na dzień 31 grudnia 2014 wynosił 822 516,1 tys. złotych.